# Harrachovský dům (Jičín)
Harrachovský dům (též Nová radnice) je nárožní dům na Valdštejnově náměstí čp. 38 v Jičíně. Byl postaven během výstavby města Albrechtem z Valdštejna počátkem třicátých let 17. století. Boční trakt je směřován do ulice Fortna. Jedná se o jednopatrový šlechtický dům se třemi křídly renesančně podsklepený. V polovině sedmnáctého století sloužil jako nová radnice. Po požárech ve městě byl dům v roce 1826 empírově opraven. V druhé polovině 19. století využívalo jedno křídlo domu četnictvo. Památkově chráněný dům je součástí Městské památkové rezervace.

## Historie

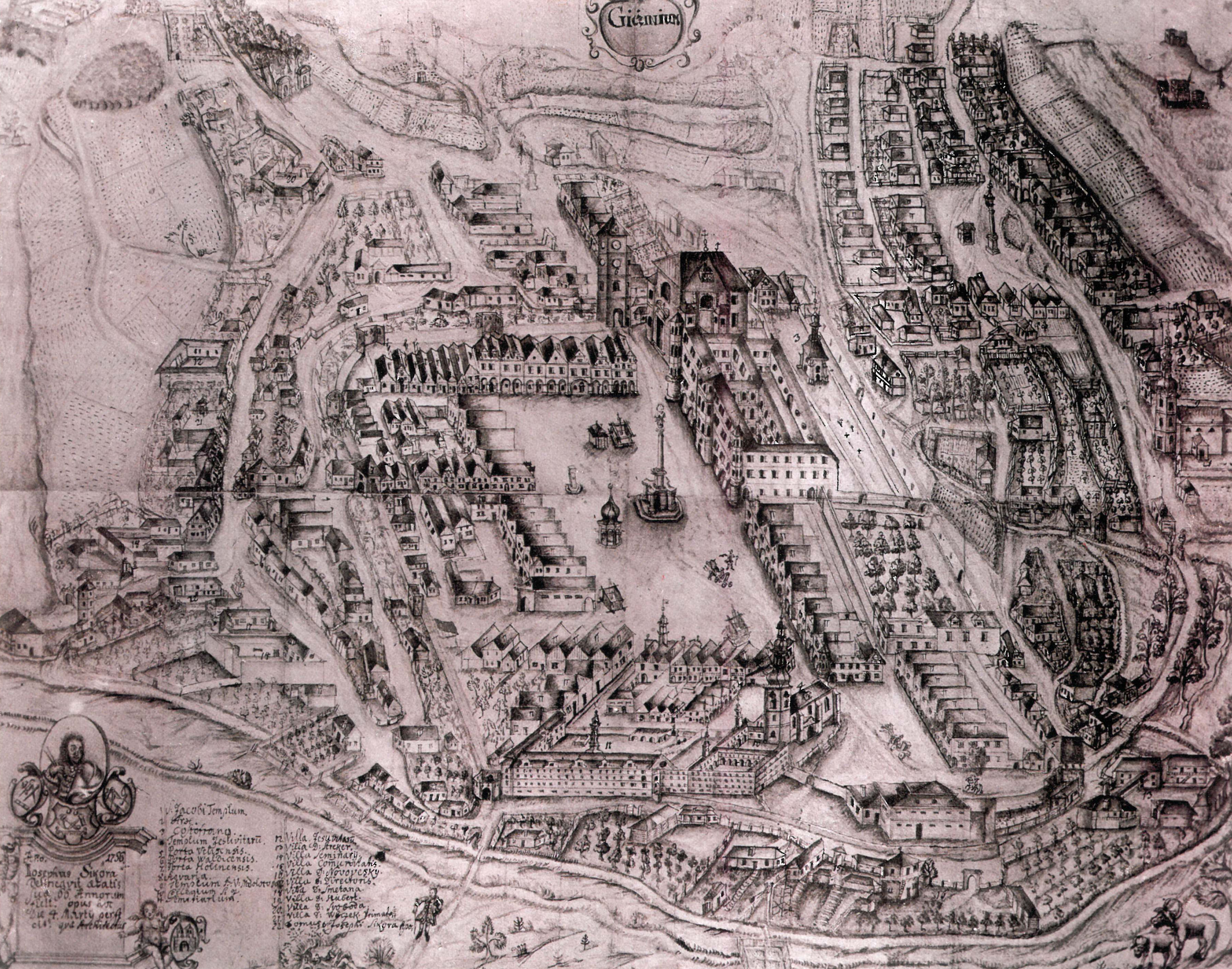
Josef Sikora, veduta Jičína, 1756

Šlechtický městský dům náležel k novým stavbám na jičínském náměstí, které byly budovány podle projektů italských architektů během vlády Albrechta z Valdštejna. Ke známým vlastníkům patřil Václav Záruba mladší z Hustířan, odsouzený za účast na stavovském povstání. V roce 1628 jeho majetek a tedy i dům v Jičíně získal Albrechta z Valdštejna. Koncem roku roku 1632 daroval panství Brannou a Lomnici i jičínský dům svému nejvyššímu komorníkovi a švagrovi Ottovi Bedřichovi z Harrachu. Přestavba domu nebyla v této době ještě dokončena. Stavební práce zajišťoval hejtman panství Branná Václav Vejrych. Záhy byly zaklenuty interiéry a celá stavba byly zastřešena. Dům byl stále nazýván Zárubovský. Vévoda Valdštejn se sám angažoval a pověřil hejtmana Dětřicha Malovce z Malovic, aby dokončil stavbu s použitím příjmů z panství Otty Bedřicha z Harrachu. Ten však použil peníze svého zaměstnavatele a tak došlo mezi švagry k první roztržce. Zmínky o pobytu generála Otty Bedřicha z Harrachu v jičínském domě nejsou známy. Asi zde nikdy nepobýval. Snad koupě domu byl pouze požadavek švagra Albrechta z Valdštejna související s plány na přestavbu a rozvoj města. V roce 1651 Arnošt Vojtěch z Harrachu v roli poručníka dětí svého bratra Otty Bedřicha z Harachu dům prodal. Poté sloužil městu jako radnice.
Na vedutě Josefa Sikory z roku 1756 je ve středu kresby zobrazeno náměstí se třemi kašnami a zámkem. Jednopatrové domy na náměstí mají štíty a podloubí. Veřejné budovy tj. budova jezuitského semináře, dům hejtmana a radnice čp. 38 (v severozápadním rohu náměstí) zdůrazňovaly věže. Mezi letech 1778 a 1809 poškodily dům požáry. Po dalším požáru v roce1826 byl dům empírově opraven.
Mezi lety 1849–1850 do Jičína přesídlil krajský a okresní úřad, berní správa, finanční ředitelství a soud. Působilo zde četnictvo a část bývalého Harrachovského paláce sloužila jako  věznice.

## Popis
Nárožní dům se dvěma nadzemními podlažími byl postaven se třemi trakty. Hlavní stavba s průčelím směřovala do náměstí. Na ni kolmo navazoval objekt bývalé věznice (ulice Fortna) a zadní křídlo. 
Hlavní jednopatrovou budovu dělilo pět okenních os. Do přízemí se vstupovalo podloubím, které tvořilo pět půlkruhových arkád. Fasádu přízemí zdobila pásová rustika a patro oddělovala kordonová římsa. Konstrukci loubí tvořilo pět českých placek. Půlkruhový portál ve středním poli byl bosovaný. Okna po stranách v přízemí byla raně barokně profilována ozdobnými římsami. Za portálem se nacházela síň s valenou klenbou a napravo místnost s klášterní klenbou.  
V prvním patře domu ve třetí ose byl postaven rizalit s balkonem, který je nesen třemi krakorci.Okna v prvním patře zvýrazňovaly šambrány. Nad rizalitem pokračoval trojúhelný fronton. Fasádu zakončila podstřešní římsa. Střecha byla sedlová.
Zachovala se část sklepa ze středověké stavby. Podle šířky parcely se lze domnívat, že zde původně stály dvě stavby, než začal stavět svůj šlechtický dům Václav Záruba. V bočním křídle (bývalá věznice) byla v přízemí klenba valená a křížová. Přední a zadní trakt byl raně barokně přestavován v letech 1631 až 1632 stavitelem Jakubem Macetou (Jacopo Mazzetta) již jako Harrachovský dům. V roce 1963 byla v zadním traktu necitlivě opravena okna.